# Chamisso-sziget
A Chamisso-sziget egy kis sziget Alaszka nyugati partjai közelében, a Kotzebue-öbölben (Csukcs-tenger). A Choris-félszigettől délre helyezkedik el, a Kotzebue-ból nyíló két kisebb öböl, a Spafarief és az Eschscholtz határán.
A 2,3 km hosszú és 201 méter széles sziget nagyjából háromszög alakú. Legmagasabb pontja 68,9 méter. Partjai sziklásak, de egy nagyobb homokzátony is kapcsolódik hozzájuk. A gyakori viharok miatt a sziget körüli vizek veszélyesnek számítanak. A sarkvidéki tundra biom alá tartozik.
A szigetet Otto von Kotzebue kapitány nevezte el Adelbert von Chamisso botanikusról 1816-ban.

## Természetvédelem a Chamisso-szigeten
A Chamisso-sziget a közeli Puffin-szigettel és néhány sziklás szigetecskével együtt 1912. december 7. óta természetvédelmi terület. Neve 1975. január 3-ig Chamisso National Wildlife Refuge volt, ekkor a nagyobb védettséget élvező vadonná (Chamisso Wilderness) alakították át. 1980. december 2-ától az Alaska Maritime National Wildlife Refuge csukcs-tengeri alegységének része. A vadon teljes területe 184 hektár.
Bár jóval nagyobb, mint a szomszédos Puffin-sziget, sokkal kevesebb madár fészkel rajta. Jellegzetes lakói az Európában ismert csüllők egyik faja, a rövidujjú csüllő és egyes Uria fajok. A szigetre a fagyott tengeren át időnként rókák is kitévednek, a környező öblökben pedig fókák, rozmárok és néha bálnák is láthatók.